# 卡片少女召唤脱衣大战
《卡片少女召唤脱衣大战》（日语：ふだじょ!〜乙女召喚脱衣大戦〜）是十神真画的日本漫画作品。在《Moba MAN》2011年11月18日到2014年10月4日連載，小学馆单行本全5卷。台湾由東販出版。

## 介绍
喜欢卡片游戏的男主町田，看到自己憧憬的女主小山田樱变成自己的游戏卡片，就卷进异世界的战争，战斗方式则是用卡片战胜对手。